# Jindřich z Almainu
Jindřich z Almainu (anglicky Henry of Almain, francouzsky Henri d'Almayne, listopad 1235, hrad Haughley – 13. března 1271, Viterbo) byl syn Richarda Cornwallského a účastník osmé křížové výpravy. Při návratu byl zavražděn svými příbuznými, Dante Alighieri jej v této souvislosti zmínil v Božské komedii v kapitole Peklo.

## Život

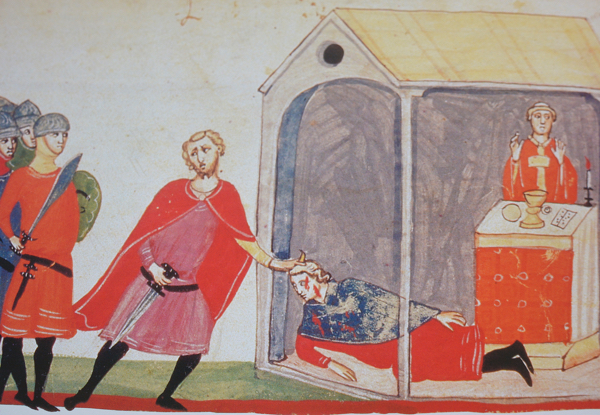
Jindřichova smrt ve Viterbu

Jindřich byl jedním ze synů Richarda Cornwallského a jeho první ženy Isabely, dcery Viléma Maréchala. Jako synovec krále Jindřicha III. a Simona z Montfortu na počátku války baronů váhal mezi oběma stranami a nakonec se rozhodl pro stranu monarchistů a byl jedním ze Simonových zajatců po bitvě u Lewes. Byl držen na hradě Wallingford, cestoval jako Simonův kurýr na francouzský dvůr a po prohře baronů u Eveshamu byl propuštěn. Roku 1268 společně s bratrancem Eduardem přijal kříž. Ještě před odchodem na křížovou výpravu se 5. či 15. května 1269 ve Windsoru oženil s Konstancií, dcerou Gastona z Montcada a vdovou po aragonském infantovi Alfonsovi.
V listopadu 1270 společně s Eduardem a bratrem Edmundem přistál v Tunisu. Eduard jej pak poslal zpět do Francie, aby v době jeho nepřítomnosti spravoval Gaskoňsko. Jindřich byl při cestě ve chvíli modlitby v kostele ve Viterbu zákeřně přepaden a ubodán svými bratranci Vítem a Simonem, syny Simona z Montfortu. Byla to pomsta za opuštění řad vzbouřenců proti králi a brutální vraždu jejich bratra a otce u Eveshamu. Ostatky zavražděného Jindřicha byly dopraveny do Anglie, kde nechal Richard Cornwallský vyjmout z jeho těla srdce a pochoval jej ve Westminsteru. Tělo bylo uloženo k poslednímu odpočinku v klášteře Hailes.